# Municipio de Nodaway (condado de Page)
El municipio de Nodaway (en inglés: Nodaway Township) es un municipio ubicado en el condado de Page en el estado estadounidense de Iowa. En el año 2010 tenía una población de 6148 habitantes y una densidad poblacional de 42,11 personas por km².

## Geografía
El municipio de Nodaway se encuentra ubicado en las coordenadas 40°45′54″N 95°4′16″O / 40.76500, -95.07111. Según la Oficina del Censo de los Estados Unidos, el municipio tiene una superficie total de 146 km², de la cual 145.84 km² corresponden a tierra firme y (0.11%) 0.17 km² es agua.

## Demografía
Según el censo de 2010, había 6148 personas residiendo en el municipio de Nodaway. La densidad de población era de 42,11 hab./km². De los 6148 habitantes, el municipio de Nodaway estaba compuesto por el 89.87% blancos, el 5.16% eran afroamericanos, el 1.11% eran amerindios, el 1.4% eran asiáticos, el 0.08% eran isleños del Pacífico, el 0.8% eran de otras razas y el 1.59% pertenecían a dos o más razas. Del total de la población el 2.96% eran hispanos o latinos de cualquier raza.